# Lista över fornlämningar i Ulricehamns kommun (Finnekumla)
Lista över fornlämningar i Ulricehamns kommun (Finnekumla) är en förteckning av ett urval av de fornlämningar som finns i Finnekumla i Ulricehamns kommun.
| Namn                           | Lämningstyp                 | Tillkomsttid | Historisk indelning       | Plats | Läge                 | ID-nr          | Bild                                 |
| ------------------------------ | --------------------------- | ------------ | ------------------------- | ----- | -------------------- | -------------- | ------------------------------------ |
| Fästeredsborg (Finnekumla 2:1) | Borg                        |              | Finnekumla, Västergötland |       | 57.680678, 13.347491 | 10165600020001 | Ladda upp en bild av detta fornminne |
| Finnekumla 5:1                 | Röse                        |              | Finnekumla, Västergötland |       | 57.674930, 13.331702 | 10165600050001 | Ladda upp en bild av detta fornminne |
| Finnekumla 5:2                 | Stensättning                |              | Finnekumla, Västergötland |       | 57.674989, 13.332028 | 10165600050002 | Ladda upp en bild av detta fornminne |
| Finnekumla 5:3                 | Stensättning                |              | Finnekumla, Västergötland |       | 57.674681, 13.331711 | 10165600050003 | Ladda upp en bild av detta fornminne |
| Finnekumla 5:4                 | Stensättning                |              | Finnekumla, Västergötland |       | 57.674785, 13.331833 | 10165600050004 | Ladda upp en bild av detta fornminne |
| Finnekumla 10:1                | Gravfält                    |              | Finnekumla, Västergötland |       | 57.673008, 13.335729 | 10165600100001 | Ladda upp en bild av detta fornminne |
| Finnekumla 11:1                | Röse                        |              | Finnekumla, Västergötland |       | 57.671518, 13.319707 | 10165600110001 | Ladda upp en bild av detta fornminne |
| Finnekumla 11:2                | Röse                        |              | Finnekumla, Västergötland |       | 57.671450, 13.319553 | 10165600110002 | Ladda upp en bild av detta fornminne |
| Finnekumla 12:1                | Röse                        |              | Finnekumla, Västergötland |       | 57.667904, 13.310868 | 10165600120001 | Ladda upp en bild av detta fornminne |
| Finnekumla 13:1                | Grav markerad av sten/block |              | Finnekumla, Västergötland |       | 57.670689, 13.327659 | 10165600130001 | Ladda upp en bild av detta fornminne |
| Finnekumla 13:2                | Grav markerad av sten/block |              | Finnekumla, Västergötland |       | 57.670611, 13.327766 | 10165600130002 | Ladda upp en bild av detta fornminne |
| Finnekumla 13:3                | Grav markerad av sten/block |              | Finnekumla, Västergötland |       | 57.670546, 13.327632 | 10165600130003 | Ladda upp en bild av detta fornminne |
| 1 (Finnekumla 17:1)            | Stensättning                |              | Finnekumla, Västergötland |       | 57.670088, 13.326757 | 10165600170001 | Ladda upp en bild av detta fornminne |
| Grimmesten (Finnekumla 18:1)   | Stenkammargrav              |              | Finnekumla, Västergötland |       | 57.651979, 13.324798 | 10165600180001 | Ladda upp en bild av detta fornminne |
| Grimmesten (Finnekumla 18:2)   | Grav markerad av sten/block |              | Finnekumla, Västergötland |       | 57.652107, 13.324773 | 10165600180002 | Ladda upp en bild av detta fornminne |
| Finnekumla 19:1                | Stensättning                |              | Finnekumla, Västergötland |       | 57.660048, 13.339667 | 10165600190001 | Ladda upp en bild av detta fornminne |
| Finnekumla 21:1                | Gravfält                    |              | Finnekumla, Västergötland |       | 57.654445, 13.348564 | 10165600210001 | Ladda upp en bild av detta fornminne |
| Finnekumla 22:1                | Röse                        |              | Finnekumla, Västergötland |       | 57.671189, 13.318329 | 10165600220001 | Ladda upp en bild av detta fornminne |
| Finnekumla 22:2                | Röse                        |              | Finnekumla, Västergötland |       | 57.671122, 13.317951 | 10165600220002 | Ladda upp en bild av detta fornminne |
| Finnekumla 23:1                | Röse                        |              | Finnekumla, Västergötland |       | 57.670742, 13.317373 | 10165600230001 | Ladda upp en bild av detta fornminne |
| Finnekumla 23:2                | Röse                        |              | Finnekumla, Västergötland |       | 57.670562, 13.316953 | 10165600230002 | Ladda upp en bild av detta fornminne |
| Finnekumla 25:1                | Stensättning                |              | Finnekumla, Västergötland |       | 57.660104, 13.340197 | 10165600250001 | Ladda upp en bild av detta fornminne |
| Finnekumla 25:2                | Stensättning                |              | Finnekumla, Västergötland |       | 57.660189, 13.340380 | 10165600250002 | Ladda upp en bild av detta fornminne |
| Finnekumla 26:1                | Stensättning                |              | Finnekumla, Västergötland |       | 57.652624, 13.347420 | 10165600260001 | Ladda upp en bild av detta fornminne |
| Finnekumla 35:1                | Hällristning                |              | Finnekumla, Västergötland |       | 57.690304, 13.365694 | 10165600350001 | Ladda upp en bild av detta fornminne |
| Finnekumla 35:2                | Hällristning                |              | Finnekumla, Västergötland |       | 57.690004, 13.365299 | 10165600350002 | Ladda upp en bild av detta fornminne |
| Finnekumla 36:1                | Hällristning                |              | Finnekumla, Västergötland |       | 57.692509, 13.365330 | 10165600360001 | Ladda upp en bild av detta fornminne |
| Finnekumla 39:1                | Hällristning                |              | Finnekumla, Västergötland |       | 57.618754, 13.328584 | 10165600390001 | Ladda upp en bild av detta fornminne |
| Finnekumla 49:1                | Stenkrets                   |              | Finnekumla, Västergötland |       | 57.652009, 13.333735 | 10165600490001 | Ladda upp en bild av detta fornminne |
| Finnekumla 50:1                | Stensättning                |              | Finnekumla, Västergötland |       | 57.649957, 13.335475 | 10165600500001 | Ladda upp en bild av detta fornminne |
| Finnekumla 51:1                | Gravfält                    |              | Finnekumla, Västergötland |       | 57.654500, 13.350526 | 10165600510001 | Ladda upp en bild av detta fornminne |
| Finnekumla 57:1                | Hällristning                |              | Finnekumla, Västergötland |       | 57.651845, 13.350962 | 10165600570001 | Ladda upp en bild av detta fornminne |
| Finnekumla 57:2                | Hällristning                |              | Finnekumla, Västergötland |       | 57.651425, 13.350527 | 10165600570002 | Ladda upp en bild av detta fornminne |
| Finnekumla 58:1                | Stensättning                |              | Finnekumla, Västergötland |       | 57.649402, 13.346892 | 10165600580001 | Ladda upp en bild av detta fornminne |
| Finnekumla 66:1                | Stensättning                |              | Finnekumla, Västergötland |       | 57.649294, 13.353635 | 10165600660001 | Ladda upp en bild av detta fornminne |
| Finnekumla 75:1                | Stensättning                |              | Finnekumla, Västergötland |       | 57.685021, 13.355718 | 10165600750001 | Ladda upp en bild av detta fornminne |
| Finnekumla 86:1                | Hällristning                |              | Finnekumla, Västergötland |       | 57.675728, 13.335299 | 10165600860001 | Ladda upp en bild av detta fornminne |
| Finnekumla 87:1                | Stensättning                |              | Finnekumla, Västergötland |       | 57.674290, 13.337533 | 10165600870001 | Ladda upp en bild av detta fornminne |
| Finnekumla 87:2                | Grav markerad av sten/block |              | Finnekumla, Västergötland |       | 57.674244, 13.337384 | 10165600870002 | Ladda upp en bild av detta fornminne |
| Finnekumla 89:1                | Hällristning                |              | Finnekumla, Västergötland |       | 57.676984, 13.332889 | 10165600890001 | Ladda upp en bild av detta fornminne |
| Finnekumla 95:1                | Hällristning                |              | Finnekumla, Västergötland |       | 57.655395, 13.341667 | 10165600950001 | Ladda upp en bild av detta fornminne |
| Finnekumla 96:1                | Hällristning                |              | Finnekumla, Västergötland |       | 57.632168, 13.349718 | 10165600960001 | Ladda upp en bild av detta fornminne |